# دوغ لينوكس
دوغ لينوكس هو كاتب وممثل كندي، ولد في 1938 في كندا، وتوفي بنفس المكان في 28 نوفمبر 2015.

## أعمال

### أفلام
- (2000) رجال-إكس[4][5]

## وصلات خارجية
- دوغ لينوكس على موقع IMDb (الإنجليزية)
- دوغ لينوكس على موقع ألو سيني (الفرنسية)
- دوغ لينوكس على موقع أول موفي (الإنجليزية)
- دوغ لينوكس على موقع قاعدة بيانات الأفلام السويدية (السويدية)
- دوغ لينوكس على موقع قاعدة بيانات الفيلم (الإنجليزية)
- دوغ لينوكس على موقع كينوبويسك (الروسية)